# Konzerviranje restauriranje drvoreza
Konzerviranje restauriranje drvoreza je postupak zbrinjavanja i obnavljanja grafičkih otisaka s drvene ploče.Brojnji primjerci azijskih i europskih drvoreza pokazuju posljedice starenja te oštećenja,poput primjerice izbljeđivanja boja korištenih pri tisku. 

## Uobičajeni materijali

### Japanski drvorez
Obično su otisnuti na pappiru izrađenom od vlaka murve. Korišteni su brojni pigmenti orgnnskog porijekla.Od anorganskih koristili su creno olovo.

### Kineski drvorez
Vlakna korištena za otiske kineskog drvoreza mogu potjecati od 5 biljaka: konoplje,ratana,kore, bambusa te trava.Često se zajedno koristilo i po nekoliko vrsta vlakana,zavisno o lokalnoj dostupnosti.

### Europski drvorez
Kod europskih drvoreza kod otisaka nalazimo 3 temelnja materijala, a to su papir,pigment i vezivo korišteno za vezanje pigmenata.Papir je najčešće tanak,jer su drvorezi tiskani u razmjerno velikim tiražama,te su bili relativno jeftini.kao pigmenti korišteni su i anorganski,na svijetlu stabilni materijali,i organski bojitelji poput indiga. kao vezivo za pigmente najčešće je korišteno laneno ulje te smola. .

## Uzroci propadanja

### Svijetlo
Vrlo je dobro znano da svijetlo oštećuje neke od boja korištenih kod izrade otisaka s drvene ploče.Ultraljubičasti dio spektra uzrokuje najveća oštećenja.L

### Vlaga
Papir i pigmenti su oboje osjetljivi na promjene u relativnoj vlažnosti zraka. Ako ista padne ispod 35 posto, papir postaje suh i lako lomljiv. Ako je pak viša od 65 posto, papir se lako izobliči. Nadalje kod povišene vlage pojedini pigmenti postaju translucentni.Kod stalnih čestih promjena vlage papir lako popuca, a kod povišene vlage lako postaje pljesnjiv,te može doći i do napada štetnika kojima ovakovi uvjeti odgovaraju.

### Toplina
Povišene temperature zraka uzrokuju mehanički stres, te papir postaje krt i lomljivH.

### Zagađenost zraka
Također uzrokuje ubrzano propadanje otisaka,primjerice kod zagađenosti zraka spojevima sumpora,olovni pigmenti pocrne ili posmeđeP.

### Štetnici
Štetnici mogu lako uništiti ili oštetiti otiske drvoreza.

## Preventivna zaštita
Preventivna zaštita,odnosno briga o zbirkama način je sprečavanja propadanja predmeta kulturne baštine putem uklanjanja ili smanjenja štetnog djelovanja na iste.Dobar sustav zaštite od štetnika, te kvalitetan sustav ovlaživanje zraka u prostorima za izlaganje ili čuvanja predmeta priznata su i dokazana rješenja spomenutih problema.

### Pohrana
Obavezno treba koristiti materijale erhivke kvalitete.Pohrana otisaka u mape od nearhivskog materijala može dovesti do stvaranja kiselih uvjeta.Korištenje kavalitetnih beskiselinskih materijala prevenira spomenutu pojavu.Pohrana u mape također reducira svjetlosna oštećenja čuvanih otisaka.

### Izlaganje
Najbolja je zaštita smanjenje razine svijetla na najviše 50 lx,te držanje relativne vlage na oko 55 %.

## Konzerviranje restauriranje

### Mrlje i točke
Ojedna od metoda uklanjanja mrlja koristi sprejanje predmeta mješavinom vodikova peroksida i vode,ispiranje prskanjem,te potom sušenje otiska uz pomoć upojnog papira. Brojni su postupci uklanjanja mrlja izrazito štetni za papir, pigmente i veziva za spomenute.Ispiranje vodom može rastopiti korištene tinte.Pri dodiru s vodom neki se organski bojitelji mogu otopiti. .

### Rupe i slična oštećenja
Rupe se mogu zapuniti ljepljenjenm papirnatih zakrpa.Pri tome se koriste reverzibilna veziva.

### Skidanje i demontiranje
Demontaža je proces uklanjanja otiska iz zaštitnog papirnatog okvira. To se često radi zato što su stariji nosači obično napravljeni od kiselog papirnog materijala koji može uništiti papir ili izblijedjeti boje. Nosači se obično lijepe za otiske preko ljepila koje mogu uzrokovati žute distorzije na papiru.

### Ravnanje
Suho izravnavanje papira otiska ponekad može ukloniti znakove preklapanja, gužvanja ili naboravanja. U tom procesu, otisak se polaže na ravnu površinu, a težina drugog objekta koristi se kako bi se dodao još veći pritisak na otisak. Ponekad ravnanje može biti nepotrebno, primjerice kada je prikladno pohranjivanje u mapu.  Vlažno ravnanje tehnike je koja često uključuju korištenje vlage kako bi se poravnali papirnati predmeti; međutim, ova tehnika može uzrokovati daljnja oštećenja otisaka koji imaju vodotopive boje.
 Humidity flattening techniques often involve using humidity to help flatten paper objects; however, this technique can cause further damage to prints that have water-soluble colorants.